# Anzère

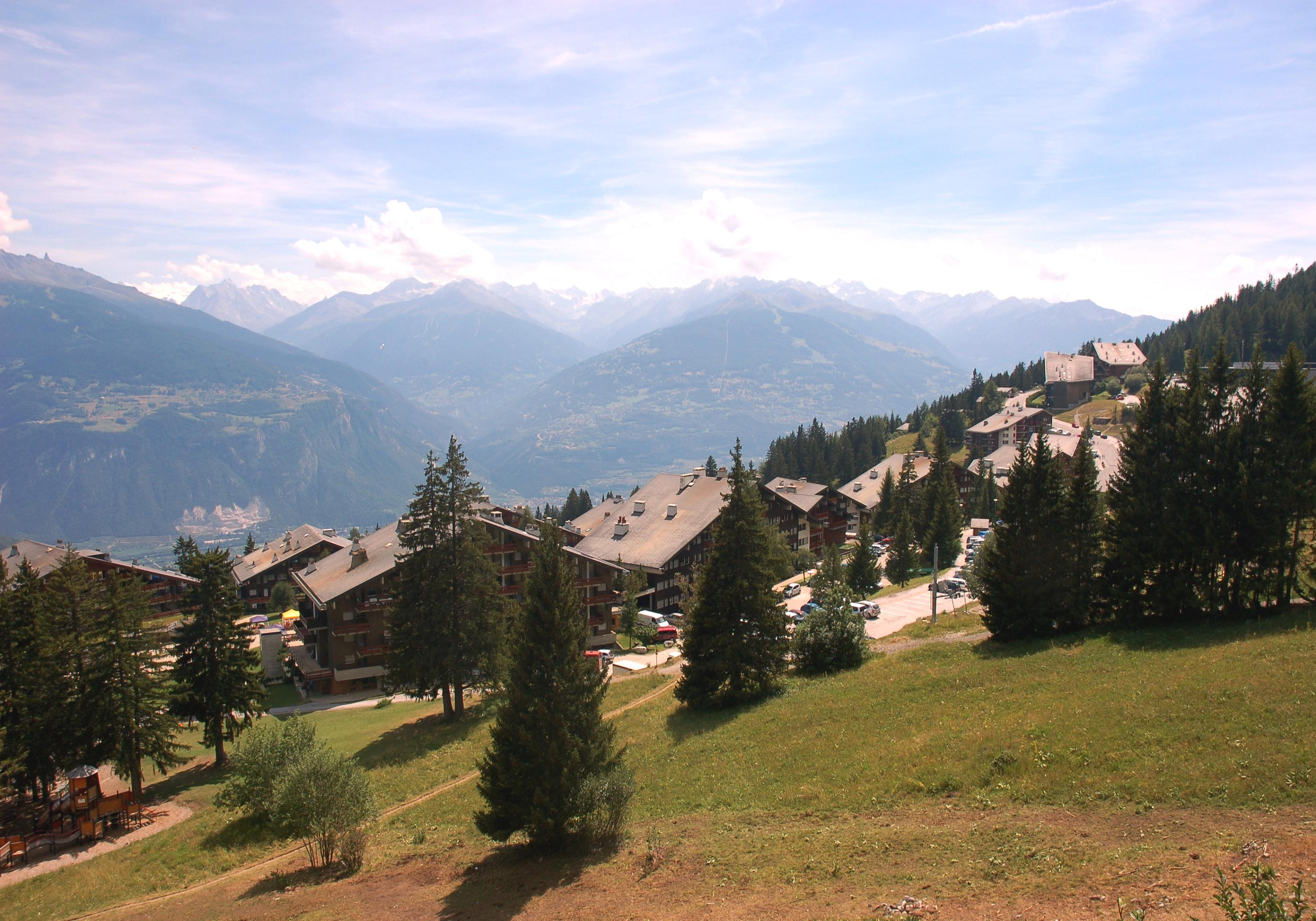
Anzère

Anzère ist ein in den 1960er Jahren erbautes Feriendorf auf dem Gebiet der Gemeinde Ayent, im Kanton Wallis in der Schweiz. Anzère liegt auf einem Sonnenplateau auf 1500 Meter Höhe in der Nähe von Sion und Crans-Montana.
Das Skigebiet von Anzère umfasst 58 Kilometer Pisten und 13 Bahnen.

## Geschichte von Anzère

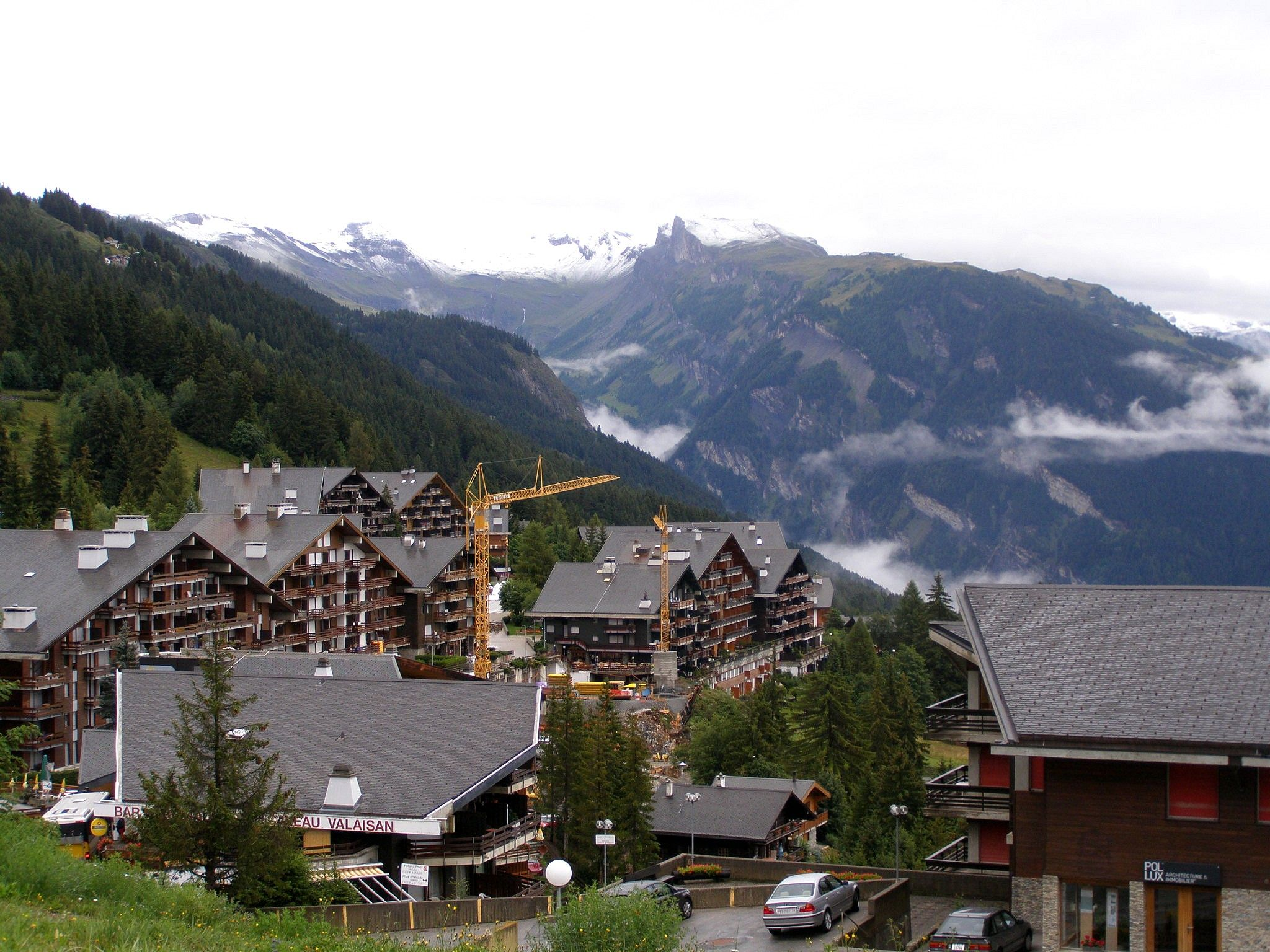
Dorfzentrum von Anzère

Vor 1960 befanden sich auf dem Gebiet von Anzère nur fünf kleine Alphütten. In einem Zeitraum von rund zwanzig Jahren hat sich Anzère von ausgedehnten Alpweiden zu einem Ferienort für Winter- und Sommersportarten entwickelt. Das Zentrum der durch den Architekten Jean Hentsch auf dem Reißbrett geplanten Station ist der grosse, autofreie Dorfplatz Place du Village. Um den Platz gruppieren sich Appartementhäuser im Stil von Jumbo-Chalets mit Ferienappartements, Hotels, Restaurants und Geschäften.
1961 hat eine Gruppe von Schweizern und Ausländern die Pro Anzère Holding SA gegründet. Das Aktienkapital betrug 15 Millionen Franken. In den folgenden beiden Jahren entstanden die ersten individuellen Chalets und 2 Skilifts. 1966 wurde die Gondelbahn auf den Pas-de-Maimbré (2362 m) in Betrieb genommen. 1967 folgten die ersten Appartementhäuser von Anzère Village und die ersten Ladengeschäfte. Bis 1976 wurden 5 weitere Skilifts, 3 Sesselbahnen, ein offenes Schwimmbad, ein Hallenbad, Tennisplätze, eine Curlinganlage, eine kleine Eisbahn und 4 Hotels erstellt. In schöner Regelmässigkeit entstanden in dieser Zeit die grossen Appartementhäuser im Jumbo-Chalets-Stil mit einem Aufnahmevermögen von Dutzenden von Wohnungen und Studios. Die das Dorfzentrum bildenden Immobilien sind nummeriert von AV 1 bis AV 15 (AV = Anzère Village). Wegen Problemen bei der Landbeschaffung wurde Nr. 13 nicht gebaut. Unter dem Dorfplatz befindet sich eine Tiefgarage mit direkten Zugängen in die Appartementhäuser.
Die Bettenzahl in Appartements und Chalets betrug zu dieser Zeit 6000, hinzu kamen in Hotels und Pensionen gut 500 Betten. Die Pro Anzère SA hat ihre eigentlichen Aktivitäten 1977 eingestellt, das Aktienkapital wurde abgeschrieben. Da alle finanziellen Verpflichtungen erfüllt wurden, kam es nicht zu einem Konkurs.
Rund um dieses Zentrum entstanden in den letzten Jahrzehnten viele weitere private Ferienchalets. Nach bald 60 Jahren nach dem ersten Spatenstich hat sich Anzère zu einem gut funktionierenden Feriendorf entwickelt.
Die meisten Wohnblöcke des Dorfes und das neue Spa & Wellness-Zentrum werden mit Holzpellets beheizt. Nach Eigenmitteilung verfügt die Station über das grösste Holzheizwerk Europas.

## Winter
Das Skigebiet in Anzère erstreckt sich über 58 Kilometer (die längste Piste ist Les Rousses mit über 5 km Länge) und wird durch 1 8er-Gondelbahn auf den Pas de Maimbre (2362 m), 4 Sessellifte und 8 Schlepplifte erschlossen. Voraussichtlich im Sommer 2019 sollen 2 Skilifte durch eine Sesselbahn ersetzt werden.

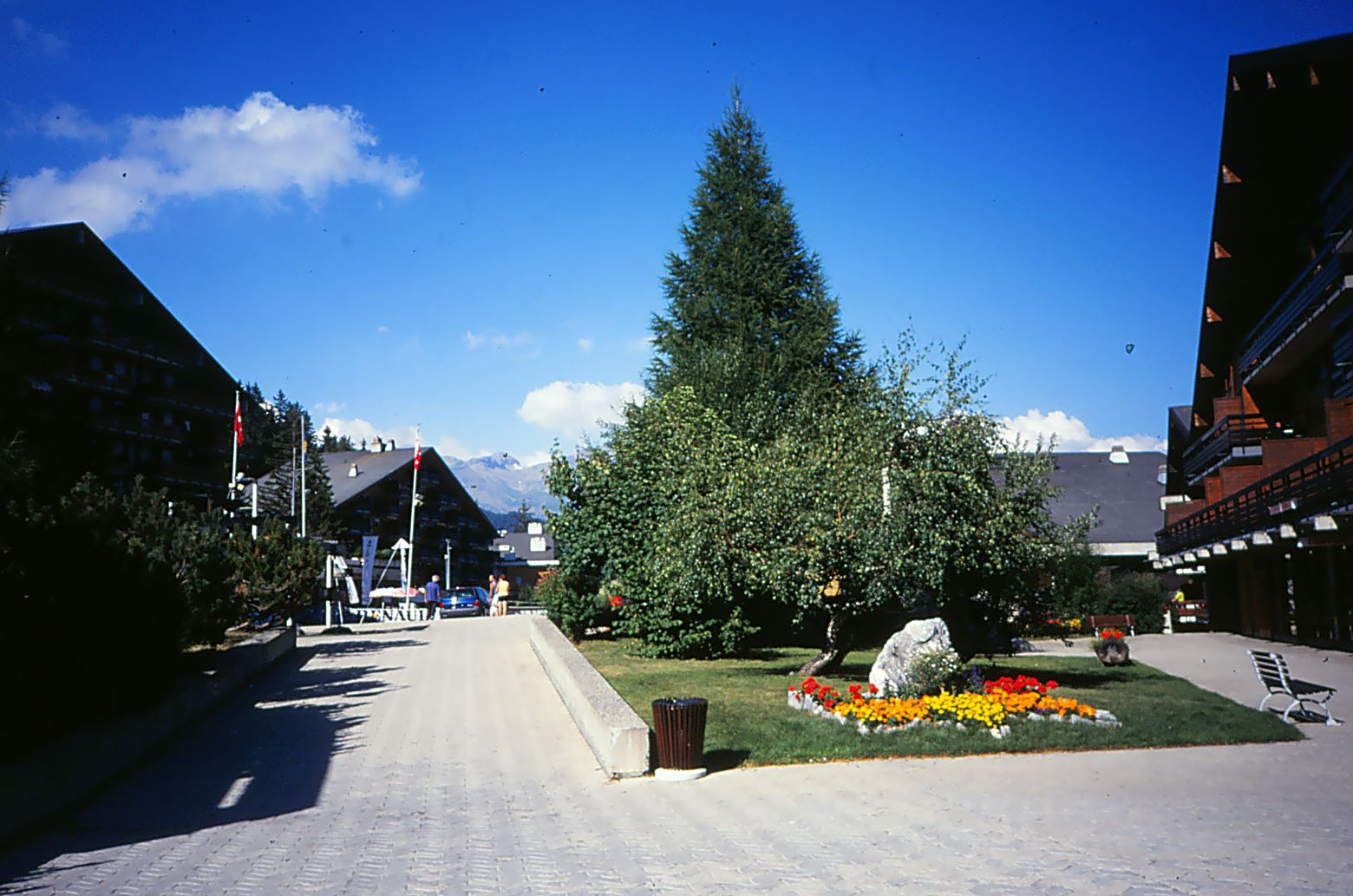
Dorfplatz von Anzère

## Sommer
Im Sommer werden einige Skipisten zu Mountainbikestrecken umgebaut.
Anzère bietet viele Wanderwege durch Wälder, über Alpen und Wiesen. Ein Weg führt entlang der Bisse d'Ayent (Suone) zum Stausee Lac de Tseuzier.
Seit 2011 befindet sich auf dem Gelände des ehemaligen Freibades von Anzère ein Spa- und Wellness-Center.